# جون كينغ ديفيس
جون كينغ ديفيس (بالإنجليزية: John King Davis)‏ جون كينغ ديفيس،(8 مايو 1967- 19 فبراير 1884), كان الإنجليزي -الأسترالي المولد الملاح والمستكشف بارز في عمله، قاد السفن للتنقيب والاستكشاف في مياه القطب الجنوبي, وكذلك لإنشاء محطات الأرصاد الجوية في جزيرة ماكواري في منطقة subantarctic وعلى جزيرة ويليس في بحر كورال.
مترجم من http://en.wikipedia.org/wiki/John_King_Davis%27%27%27